# 스티브 베이식

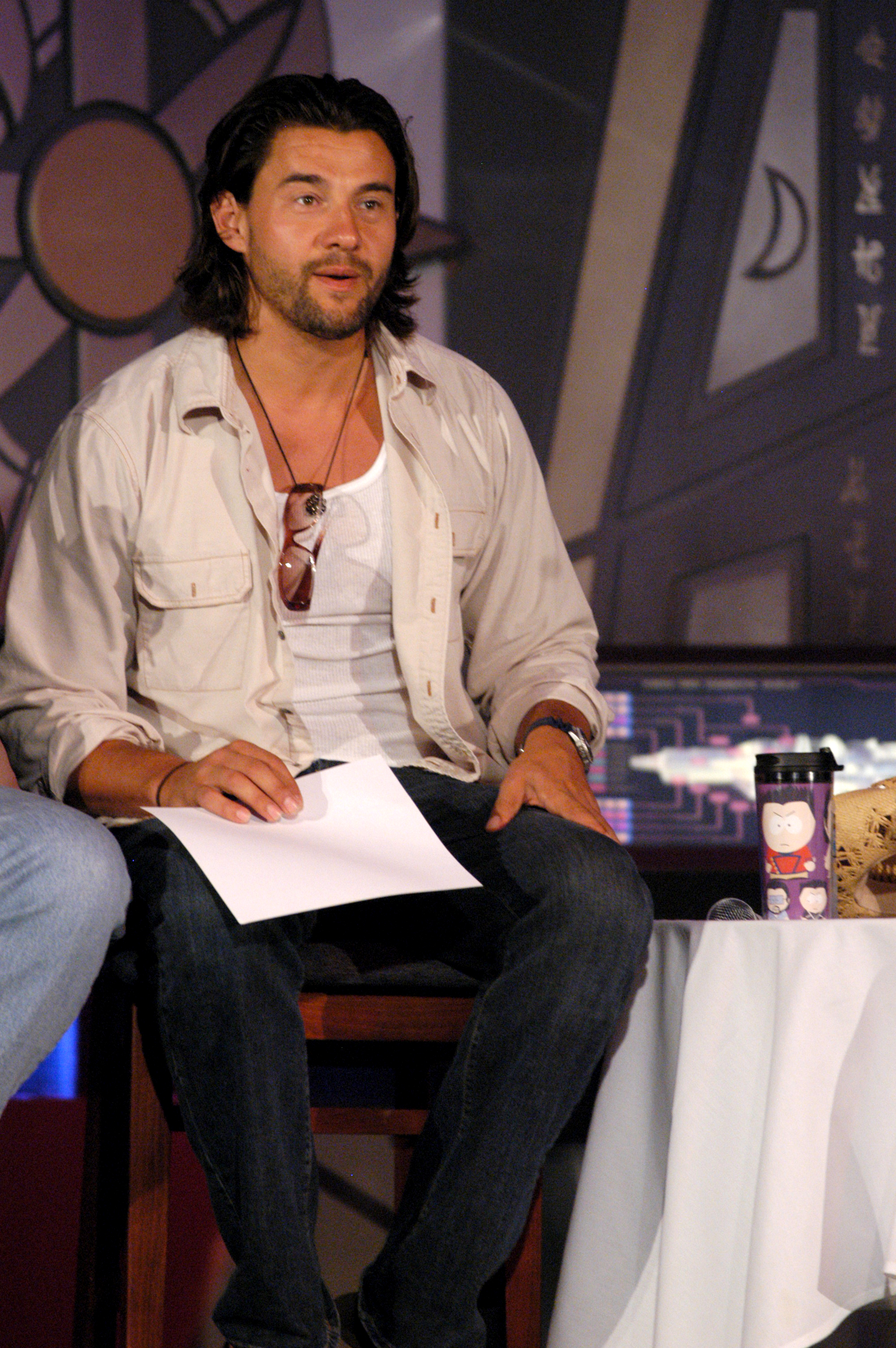

스티브 베이식(Stjepan Bačić, 영어 발음: /ˈbeɪsɪk/, 1965년 3월 13일 ~ )은 캐나다의 배우이다.

## 출연 작품
- 레모네이드 (2018년) - 모지 역
- 킬링 군터 (2017년) - 맥스 역
- 원더 (2017년) - 줄리안의 아빠 역
- 블랙웨이 (2015년)
- 버지니안: 서부의 집행자 (2014, The Virginian)
- 쉬 메이드 뎀 두 잇 (2013년)
- 파탈 퍼포먼스 (2013년) - 마크 역
- Nearlyweds (2013) - 마크 역
- 마린 3 (2013년)
- 고스트 스톰 (2012년)
- 파이브쏘울-악마의게임 (2011년) - 샘 역
- 택티컬 포스 (2011년)
- 크랙트 (2011년) - 밀러 브란슨 역
- 파이널 스톰 (2009년)
- 스타게이트 - 컨티넘 (2008년)
- 아프간 나이츠 (2007년) - 페퍼 역
- 배틀스타 갤럭티카: 레이저 (2007년)
- 굿 럭 척 (2007년)
- 블러드 타이즈 (2007년)
- 올 쉬 원츠 포 크리스마스 (2006년)
- 덱 더 홀스 (2005년)
- 스레시홀드 (2003년)
- 인크립트 (2003년)
- 파이어파이트 (2003년)
- 엑스맨 2 - 엑스투 (2003년)
- 엑스 대 세버 (2002년)
- 더 쉬프먼트 (2001년)
- LA 폴리스 (2001년) - 리처드 웨이드 역
- 6번째 날 (2000년)
- 헤븐스 파이어 (1999년)
- 바운티 헌터 2 (1997년)
- 데들리 신스 (1995년)
- 해군생도 폴라 코프린 (1995년)

### 텔레비전
- 빅 러브 (2006년)
- 스몰빌 (2001년)
- 플래쉬 고든 (2007년)
- 제3의 눈 (1995년)
- 안드로메다 (2000년) - 텔레마커스 라데 역
- 마스터즈 오브 호러 에피소드 12 - 헤켈의 공포 (2006년)
- 트루 저스티스 (2012, True Justice)